# Doepfer
Doepfer Musikelektronik GmbH is een Duitse fabrikant van elektronische muziekinstrumenten opgericht in 1992 door Dieter Döpfer.

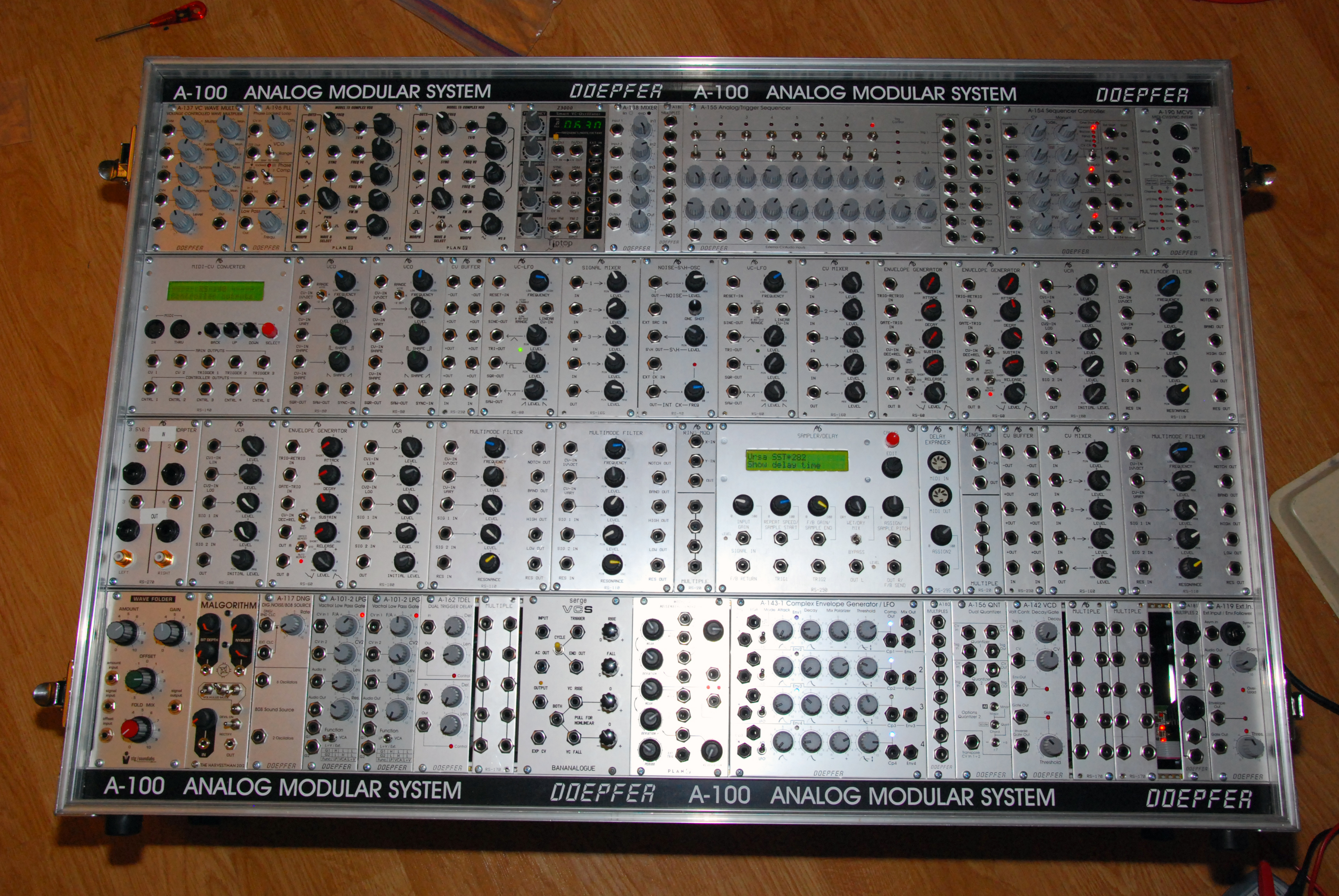
Een modulaire synthesizer.

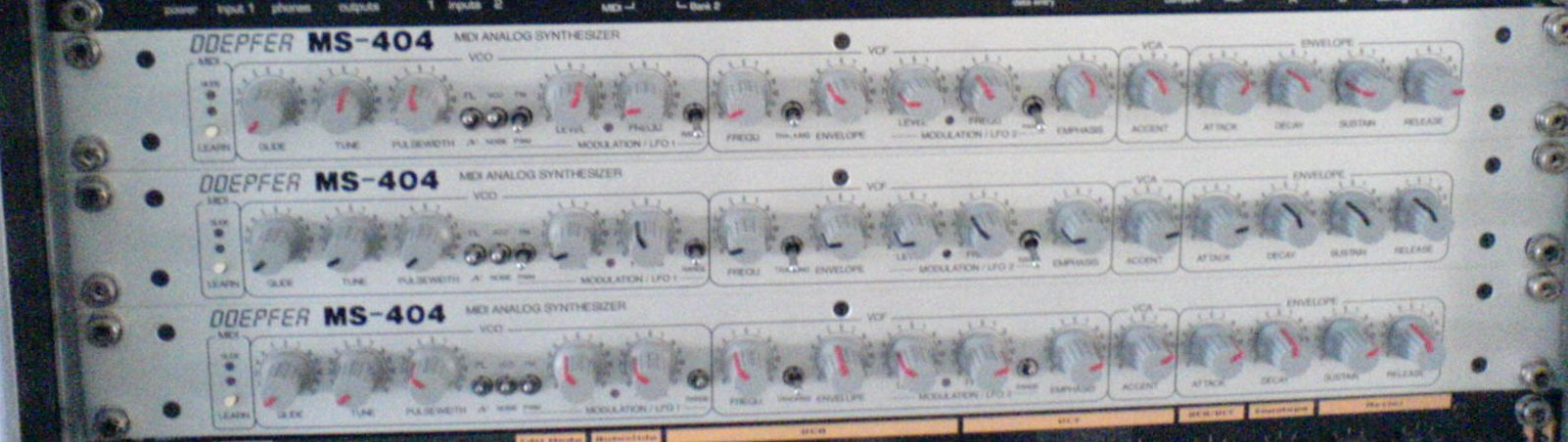
Drie MS-404 modules.

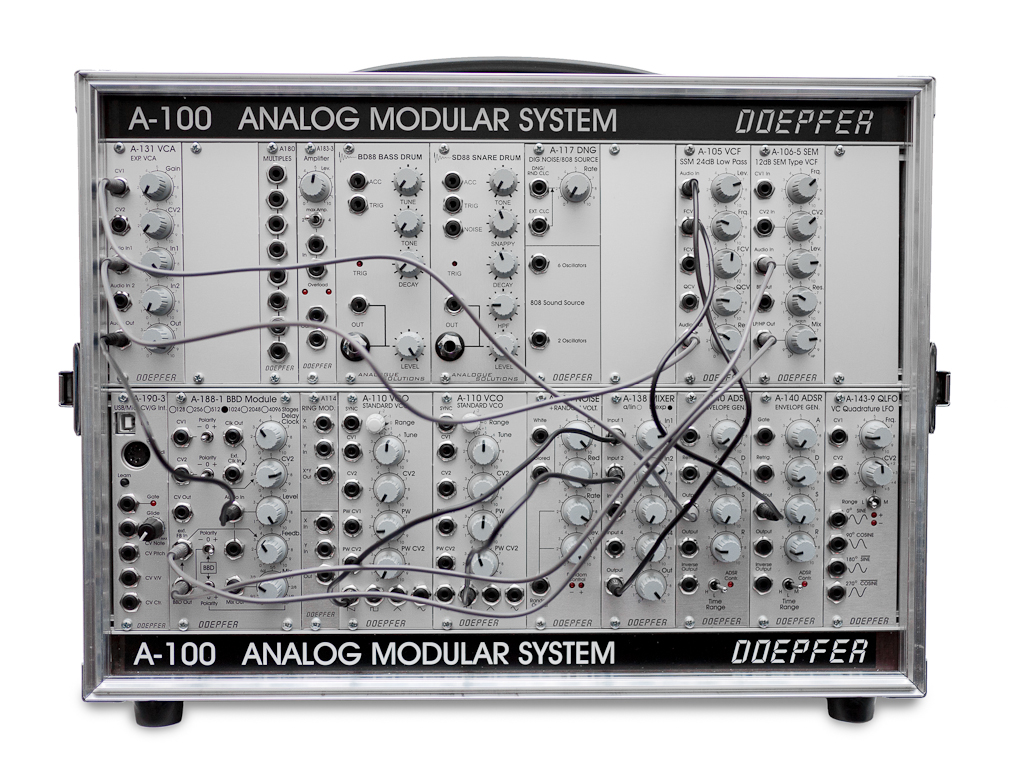
Doepfer A-100 modulaire synthesizer.

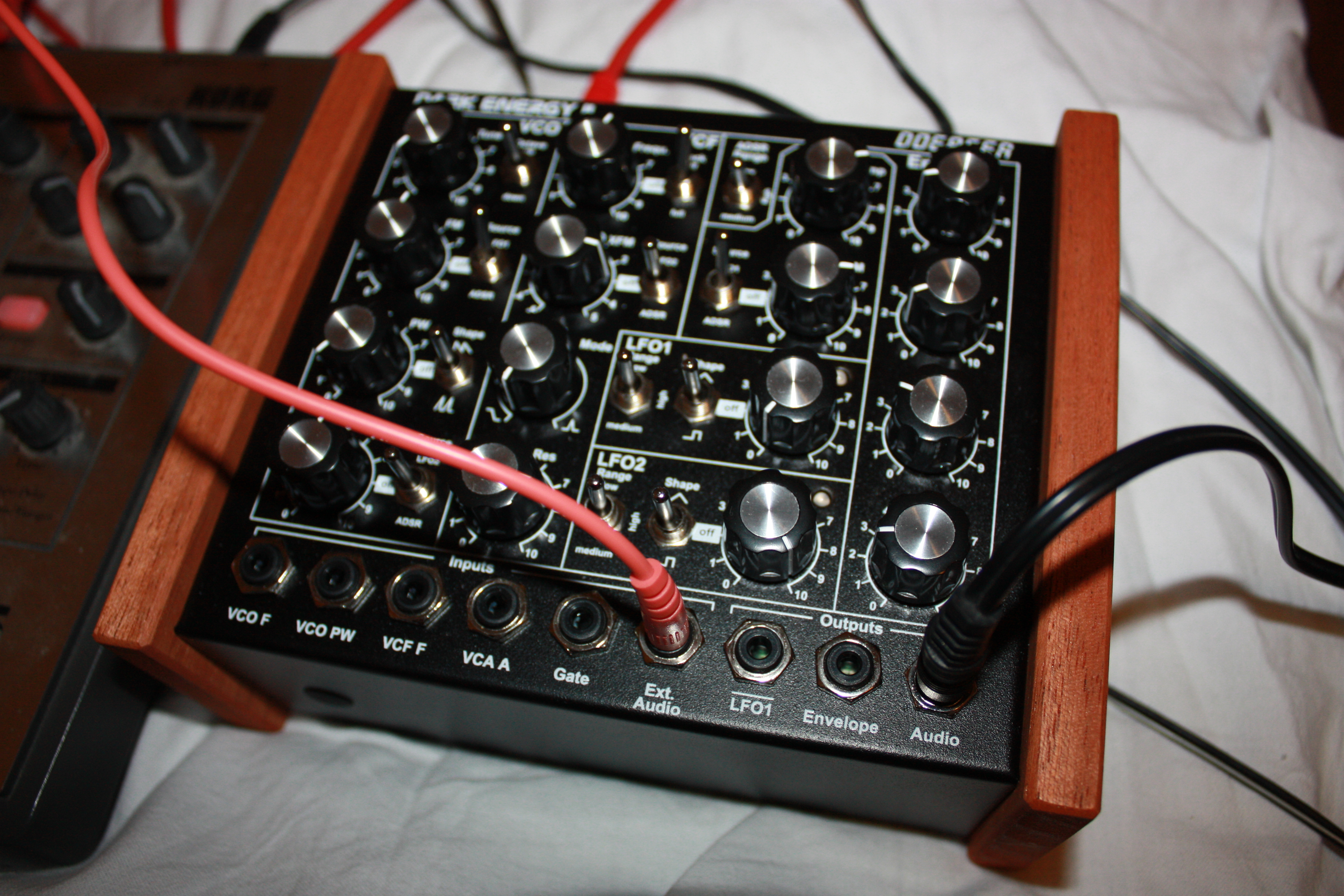
Doepfer Dark Energy II (2012)

Enkele producten die Doepfer produceert zijn analoge modulaire synthesizers, MIDI-controllers, MIDI-sequencers, MIDI-keyboards en apparatuur.

## Geschiedenis
Oprichter Dieter Döpfer startte in 1977 met de ontwikkeling van audiohardware. Hij maakte in de jaren 1980 ook enkele modulaire synthesizers.
In 1992 werd Doepfer Musikelektronik GmbH opgericht. Het bedrijf bracht de MAQ16/3 uit, een analoge sequencer die samen met de band Kraftwerk werd ontworpen. In de begindagen vond directe verkoop plaats waarbij klanten een demonstratie kregen. Later kwamen er gespecialiseerde verkooppunten.
In 1996 kwam Doepfer met de A-100, een modulaire synthesizer met standaard afmetingen uit de meet- en laboratoriumtechniek, die bekend werd als de Eurorack-standaard, een formaat dat al snel werd overgenomen door andere fabrikanten van modulaire synthesizers.

## Producten (selectie)
- 1977 - Voltage Controlled Phaser
- 1984 - Sampler voor Commodore 64
- 1986 - MCV1, MIDI-to-CV interface
- 1989 - MMK2, MIDI-keyboard
- 1990 - SX-16, 16-stemmige MIDI Expander
- 1992 - MAQ16/3, analoge sequencer met MIDI
- 1995 - MS-404, monofone analoge MIDI-synthesizer
- 1996 - A-100, analoog modulair systeem
- 1999 - MCV24, MIDI-to-CV/Gate interface
- 2004 - R2M, MIDI-lint/trautonium controller
- 2006 - MTV16, interface met 16 MIDI-gestuurde analoge spanningen
- 2009 - PK-88, MIDI/USB keyboard
- 2010 - Dark Energy, monofone, analoge desktopsynthesizer
- 2011 - DARK TIME, analoge sequencer met MIDI/USB

## Bekende gebruikers
- Autechre
- Daft Punk
- Der Dritte Raum
- GusGus
- John Frusciante
- Klaus Schulze
- Kraftwerk
- Nine Inch Nails
- Radiohead
- Deadmau5
- Hans Zimmer